# Romantic Mysticism: The Music of Billy Goldenberg
Romantic Mysticism: The Music of Billy Goldenberg es un documental estadounidense de 2022, dirigido por Gary Gerani, que a su vez lo escribió, y también estuvo en la producción junto a Dan Nastro, los protagonistas son Billy Goldenberg, Gary Gerani, John Badham y Jon Burlingame, entre otros. Esta obra fue producida por Dreamfever Entertainment y se estrenó el 21 de junio de 2022.

## Sinopsis
Se analiza la vida y la obra musical de Billy Goldenberg, un renombrado compositor y arreglista, ganador de varios premios, conocido por sus innovaciones en televisión, cine y Broadway.